# Hans von Manteuffel-Szoege

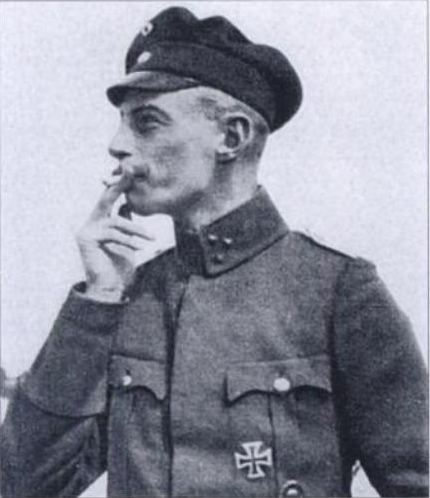
Hans Baron Manteuffel-Szoege (1919)

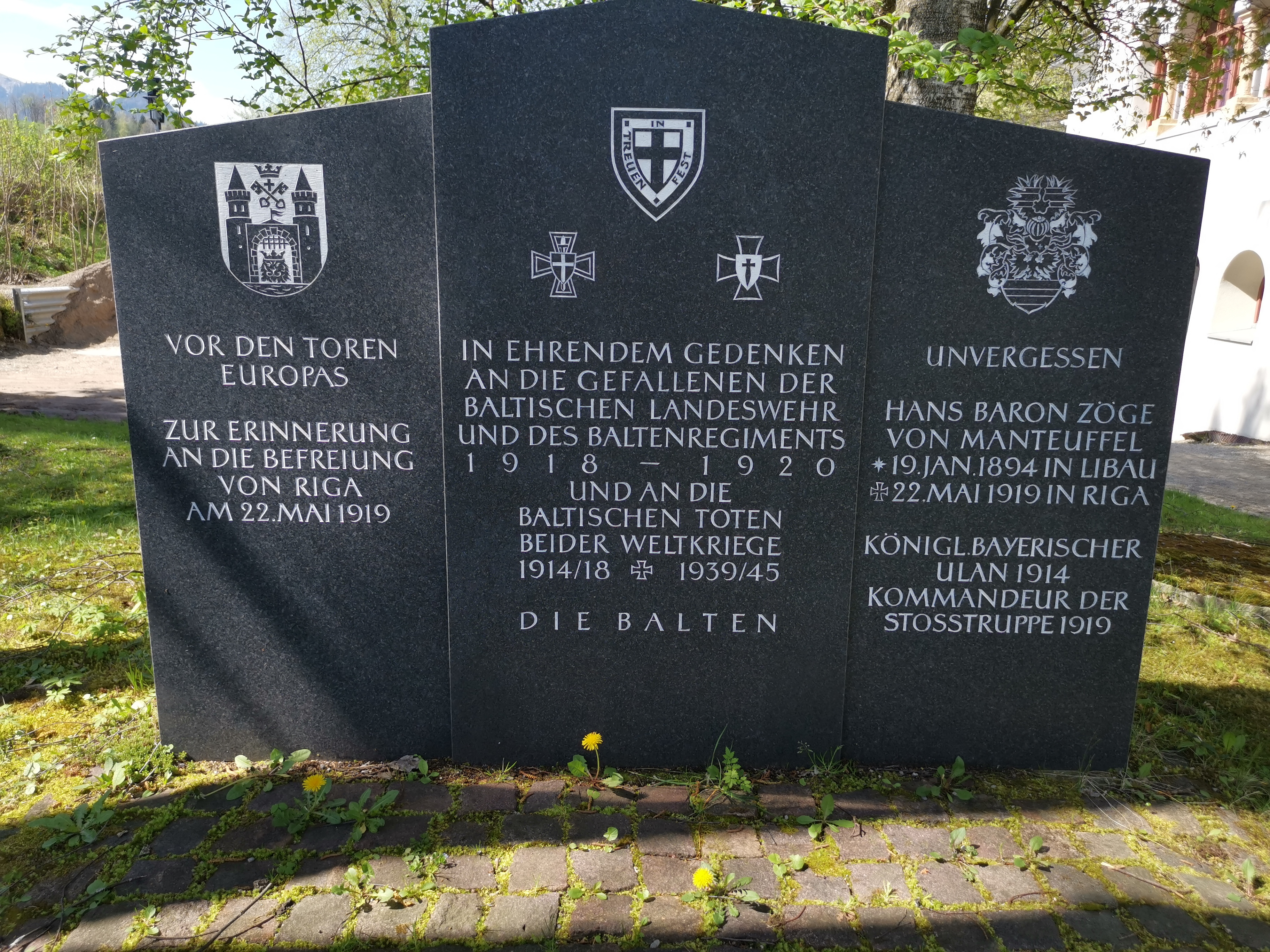
Kriegerdenkmal auf Friedhof in Schliersee

Baron Hans von Manteuffel-Szoege (* 19. Januar 1894 auf Gut Kapseden (Kapsēdes), Gouvernement Kurland; † 22. Mai 1919 vor Riga) war ein deutsch-baltischer Offizier. Er fiel als Offizier der Baltischen Landeswehr.

## Leben
Hans von Manteuffel-Szoege war der Sohn des Kreismarschalls Georg von Manteuffel-Szoege (1862–1919) und dessen Ehefrau Sophie, geborene Gräfin von Rüdiger. Seine älteren Brüder waren Georg Baron Manteuffel-Szoege und Heinrich Baron Manteuffel-Szoege (1893–1946).
Hans studierte nach dem Abitur Rechtswissenschaft an der Ruprecht-Karls-Universität Heidelberg. Seit 1913 im Corps Saxo-Borussia Heidelberg aktiv, war er ein ausgezeichneter Consenior. Als cand. iur. und Freiwilliger trat er während des Ersten Weltkriegs in das 2. Ulanen-Regiment „König“ der Bayerischen Armee ein. Er war an der West- und Ostfront im Einsatz und wurde 1915 zum Leutnant befördert. Nach dem Kriegsende und der Novemberrevolution von 1918 kehrte er nach Kurland zurück. Hier trat er zu Beginn des Jahres 1919 als Erster Generalstabsoffizier (Ia) in die Baltische Landeswehr. Er wurde Kommandeur eines Bataillons, das sich als Eliteeinheit verstand und einen hohen Anteil von Kriegsteilnehmern hatte.

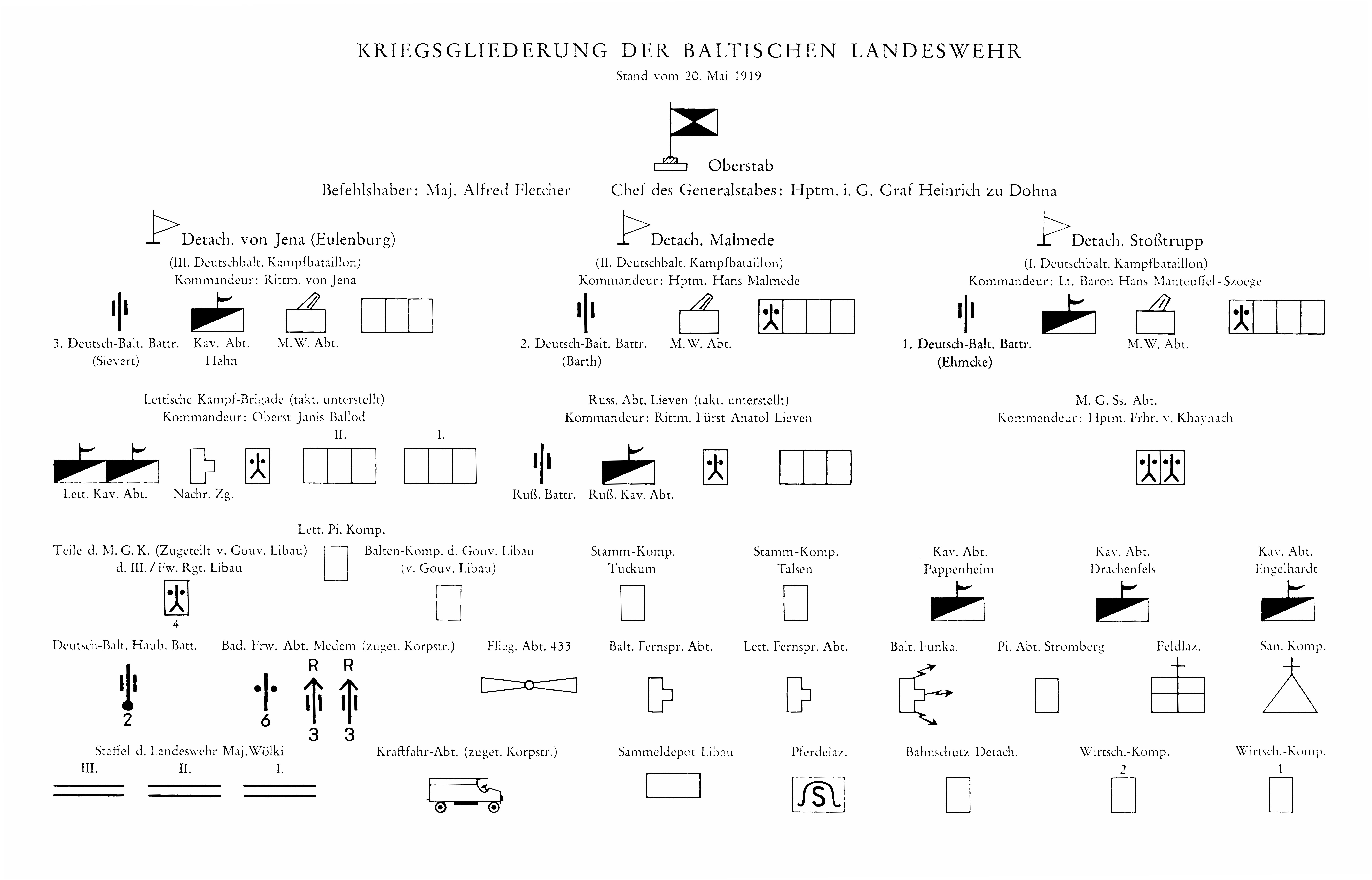
Baltische Landeswehr mit Gliederung vom 20. Mai 1919

Am 16. April 1919 leitete er in Libau einen Putsch gegen die lettische Regierung von Kārlis Ulmanis, dem jedoch die Flucht gelang. Der Umsturz wurde von der Entente und dem deutschen Generalkommando des Generals Goltz nicht unterstützt. Es wurde eine neue deutschfreundliche Regierung unter Andrievs Niedra gebildet, in der zwar Letten die Mehrheit hatten, Baltendeutsche aber stark vertreten waren. Manteuffel-Szoege fiel während des Handstreichs der Baltischen Landeswehr zur Befreiung Rigas von der Roten Armee. Von vielen wurde er als der fähigste politische und militärische Führer der Deutsch-Balten betrachtet.